# Losartan
Losartan (merknaam Cozaar) is een geneesmiddel dat kan worden gebruikt voor de behandeling van hoge bloeddruk, en bij nierproblemen die ontstaan bij suikerziekte, indien deze diabetici voor hoge bloeddruk worden behandeld.
De stof is opgenomen in de lijst van essentiële geneesmiddelen van de WHO.

## Werking
Losartan behoort tot de groep van Angiotensine II-receptorantagonisten, die de effecten van de lichaamseigen stof angiotensine II tegengaan. Angiotensine II is onderdeel van het RAAS: het Renine, Angiotensine, Aldosteron Systeem waarmee het lichaam, onder andere, de bloeddruk reguleert. Angiotensine II vernauwt de bloedvaten, en verhoogt daardoor de bloeddruk. Angiotensine II stimuleert ook de aldosteronafgifte. Aldosteron werkt via effecten op de natriumhuishouding eveneens bloeddruk verhogend.

## Metabole activering
Losartan bezit zelf slechts een geringe bloeddrukverlagende activiteit. Belangrijker is het volgende: Na opname in het lichaam wordt het in de lever omgezet in actieve metabolieten. De meest actieve metaboliet is EXP3174, en die werkt 10 tot 20 keer zo krachtig als losartan in het remmen van angiotensine II, en is langer werkzaam. Omdat EXP3174 zelf nauwelijks werkzaam is indien het via de mond wordt ingenomen, is het middel als losartan op de markt gekomen. Voedsel beïnvloedt de effectiviteit van losartan niet. De werking houdt 24 h aan. Gebruikelijke dosis: 50-100 mg per dag. De voornaamste bijwerking is duizeligheid, en in zeldzame gevallen angio-oedeem.

## Therapeutische alternatieven
Voor de behandeling van hoge bloeddruk zijn veel verschillende geneesmiddelen beschikbaar, zoals bètablokkers en diuretica ("plaspillen"). In het algemeen zijn angiotensine II-remmers geen eerste keus bij hypertensie, per patiënt zal de arts een afweging maken. Belangrijk hierbij zijn eventuele hart- en vaatziekten, diabetes en nierproblemen. Bijwerkingen en kosten spelen ook een rol. Over het algemeen is beïnvloeding van het RAAS via een ACE-remmer goedkoper en wordt losartan geadviseerd wanneer die te veel bijwerkingen geeft, zoals prikkelhoest.
Losartan wordt ook voorgeschreven in een vaste combinatie met hydrochloorthiazide, bekend onder de merknamen Cozaar Plus, Fortzaar en Hyzaar.

## Terugroepactie
In maart 2019 hebben fabrikanten in diverse Europese landen een beperkt aantal medicijnen waarin losartan is verwerkt, teruggeroepen. Bij controle bleken deze de stof NMBA te bevatten. NMBA is een stof die geclassificeerd is als ‘waarschijnlijk kankerverwekkend’. De hoeveelheden NMBA die in losartan zijn gevonden, zijn gering. De kans dat iemand daadwerkelijk kanker krijgt bij gebruik van de verontreinigde medicijnen is erg klein. Voor Nederland geschiedde dit in overleg met de Inspectie Gezondheidszorg en Jeugd en het College ter Beoordeling van Geneesmiddelen.